# جيهر
جيهر هو شخصية من الميثولوجيا الشفوية الأمازيغية التي يرويها الأمازيغ في منطقة الريف في منطقة أكزناين في شمال المغرب، ولربما يكون «جيهل» هو الاسم الصحيح لأن الريفيون يميلون إلى جعل «اللام» «راء» في اللهجة الريفية الأمازيغية.
يروي الريفيون الأمازيغ أن جيهر كان كائنا ضخما جدا بالنسبة للإنسان وأنه كان يسخر يداه على مسافة عدة كيلومترات. وهو في هذا يتشابه مع العمالقة الميثولوجيين أو أنصاف الآلهة التي آمن بها الأمازيغ كعنتي مثلا. ويوجد صخر كبير في منطقة أكزناين ونظرا لطوله وضخامته فقد سماه الريفيون ب اسار ن جيهر أي حائط الجيهر، لاعتقادهم أن لا أحد يقدر على بنائه إلا جيهر.